# Ludzie 1.2
Ludzie 1.2 – piosenka pierwsza z kolei i pierwszy singel promocyjny z albumu Fasady zespołu Lipali. Singel wydano 1 października 2015. Miał swoją radiową premierę w Antyradio. Teledysk w reżyserii Macieja Łysiaka i ze zdjęciami Szymona Kubki opublikowano w serwisie YouTube dnia 1 października 2015.

## Notowania
- Turbo Top Antyradio: 1[2]
- Lista Przebojów Trójki: 47[3]